# Chặng đua MotoGP Ý 2023
Chặng đua MotoGP Ý 2023 là chặng đua thứ 6 của mùa giải đua xe MotoGP 2023. Chặng đua diễn ra từ ngày 09/06/2023 đến ngày 11/06/2023 ở trường đua Mugello, Ý.
Ở thể thức MotoGP, tay đua Francesco Bagnaia của đội đua Ducati Corse đã giành chiến thắng cả hai cuộc đua Sprint race và đua chính, qua đó tiếp tục dẫn đầu bảng xếp hạng tổng với 131 điểm.

## Kết quả phân hạng thể thức MotoGP
| Fastest session lap |

| Stt                | Số xe | Tay đua               | Xe      | Kết quả      | Kết quả  |
| Stt                | Số xe | Tay đua               | Xe      | Q1           | Q2       |
| ------------------ | ----- | --------------------- | ------- | ------------ | -------- |
| 1                  | 1     | Francesco Bagnaia     | Ducati  | Vào thẳng Q2 | 1'44.855 |
| 2                  | 93    | Marc Márquez          | Honda   | Vào thẳng Q2 | 1'44.933 |
| 3                  | 73    | Álex Márquez          | Ducati  | 1'45.231     | 1'45.007 |
| 4                  | 10    | Luca Marini           | Ducati  | Vào thẳng Q2 | 1'45.079 |
| 5                  | 43    | Jack Miller           | KTM     | 1'45.559     | 1'45.186 |
| 6                  | 89    | Jorge Martín          | Ducati  | Vào thẳng Q2 | 1'45.268 |
| 7                  | 72    | Marco Bezzecchi       | Ducati  | Vào thẳng Q2 | 1'45.290 |
| 8                  | 41    | Aleix Espargaró       | Aprilia | Vào thẳng Q2 | 1'45.380 |
| 9                  | 5     | Johann Zarco          | Ducati  | Vào thẳng Q2 | 1'45.627 |
| 10                 | 42    | Álex Rins             | Honda   | Vào thẳng Q2 | 1'45.702 |
| 11                 | 33    | Brad Binder           | KTM     | Vào thẳng Q2 | 1'45.731 |
| 12                 | 23    | Enea Bastianini       | Ducati  | Vào thẳng Q2 | 1'46.884 |
| 13                 | 12    | Maverick Viñales      | Aprilia | 1'45.591     | N/A      |
| 14                 | 21    | Franco Morbidelli     | Yamaha  | 1'45.754     | N/A      |
| 15                 | 20    | Fabio Quartararo      | Yamaha  | 1'45.755     | N/A      |
| 16                 | 30    | Takaaki Nakagami      | Honda   | 1'45.860     | N/A      |
| 17                 | 51    | Michele Pirro         | Ducati  | 1'46.002     | N/A      |
| 18                 | 88    | Miguel Oliveira       | Aprilia | 1'46.003     | N/A      |
| 19                 | 49    | Fabio Di Giannantonio | Ducati  | 1'46.170     | N/A      |
| 20                 | 25    | Raúl Fernández        | Aprilia | 1'46.347     | N/A      |
| 21                 | 37    | Augusto Fernández     | KTM     | 1'46.359     | N/A      |
| 22                 | 32    | Lorenzo Savadori      | Aprilia | 1'47.244     | N/A      |
| 23                 | 94    | Jonas Folger          | KTM     | 1'47.806     | N/A      |
| Kết quả chính thức |       |                       |         |              |          |

## Kết quả Sprint race
| Stt                                                               | Số xe | Tay đua               | Đội đua                      | Xe      | Lap | Kết quả        | Xuất phát | Điểm |
| ----------------------------------------------------------------- | ----- | --------------------- | ---------------------------- | ------- | --- | -------------- | --------- | ---- |
| 1                                                                 | 1     | Francesco Bagnaia     | Ducati Lenovo Team           | Ducati  | 11  | 19:41.183      | 1         | 12   |
| 2                                                                 | 72    | Marco Bezzecchi       | Mooney VR46 Racing Team      | Ducati  | 11  | +0.369         | 6         | 9    |
| 3                                                                 | 89    | Jorge Martín          | Prima Pramac Racing          | Ducati  | 11  | +0.952         | 5         | 7    |
| 4                                                                 | 5     | Johann Zarco          | Prima Pramac Racing          | Ducati  | 11  | +1.009         | 8         | 6    |
| 5                                                                 | 10    | Luca Marini           | Mooney VR46 Racing Team      | Ducati  | 11  | +3.668         | 4         | 5    |
| 6                                                                 | 43    | Jack Miller           | Red Bull KTM Factory Racing  | KTM     | 11  | +3.772         | 5         | 4    |
| 7                                                                 | 93    | Marc Márquez          | Repsol Honda Team            | Honda   | 11  | +3.905         | 2         | 3    |
| 8                                                                 | 41    | Aleix Espargaró       | Aprilia Racing               | Aprilia | 11  | +6.062         | 8         | 2    |
| 9                                                                 | 23    | Enea Bastianini       | Ducati Lenovo Team           | Ducati  | 11  | +6.431         | 12        | 1    |
| 10                                                                | 20    | Fabio Quartararo      | Monster Energy Yamaha MotoGP | Yamaha  | 11  | +6.458         | 15        |      |
| 11                                                                | 33    | Brad Binder           | Red Bull KTM Factory Racing  | KTM     | 11  | +6.672         | 11        |      |
| 12                                                                | 88    | Miguel Oliveira       | CryptoData RNF MotoGP Team   | Aprilia | 11  | +7.930         | 18        |      |
| 13                                                                | 12    | Maverick Viñales      | Aprilia Racing               | Aprilia | 11  | +9.002         | 13        |      |
| 14                                                                | 49    | Fabio Di Giannantonio | Gresini Racing MotoGP        | Ducati  | 11  | +11.508        | 19        |      |
| 15                                                                | 51    | Michele Pirro         | Aruba.it Racing              | Ducati  | 11  | +14.344        | 17        |      |
| 16                                                                | 21    | Franco Morbidelli     | Monster Energy Yamaha MotoGP | Yamaha  | 11  | +16.666        | 14        |      |
| 17                                                                | 30    | Takaaki Nakagami      | LCR Honda Idemitsu           | Honda   | 11  | +16.725        | 16        |      |
| 18                                                                | 32    | Lorenzo Savadori      | Aprilia Racing               | Aprilia | 11  | +17.247        | 22        |      |
| 19                                                                | 25    | Raúl Fernández        | CryptoData RNF MotoGP Team   | Aprilia | 11  | +21.596        | 20        |      |
| 20                                                                | 37    | Augusto Fernández     | GasGas Factory Racing Tech3  | KTM     | 11  | +35.212        | 21        |      |
| 21                                                                | 94    | Jonas Folger          | GasGas Factory Racing Tech3  | KTM     | 11  | +46.189        | 23        |      |
| Ret                                                               | 42    | Álex Rins             | LCR Honda Castrol            | Honda   | 3   | Ngã xe         | 10        |      |
| Ret                                                               | 73    | Álex Márquez          | Gresini Racing MotoGP        | Ducati  | 0   | Va chạm        | 3         |      |
| DNS                                                               | 36    | Joan Mir              | Repsol Honda Team            | Honda   |     | Không tham gia |           |      |
| Fastest sprint lap: Francesco Bagnaia (Ducati) – 1:46.187 (lap 7) |       |                       |                              |         |     |                |           |      |
| Kết quả chính thức                                                |       |                       |                              |         |     |                |           |      |

- Joan Mir bị chấn thương bàn tay ở phiên đua thử nên đã rút tên khỏi danh sách thi đấu

## Kết quả đua chính thể thức MotoGP
| Stt                                                   | Số xe | Tay đua               | Đội đua                      | Xe      | Lap | Kết quả        | Xuất phát | Điểm |
| ----------------------------------------------------- | ----- | --------------------- | ---------------------------- | ------- | --- | -------------- | --------- | ---- |
| 1                                                     | 1     | Francesco Bagnaia     | Ducati Lenovo Team           | Ducati  | 23  | 41:16.863      | 1         | 25   |
| 2                                                     | 89    | Jorge Martín          | Prima Pramac Racing          | Ducati  | 23  | +1.067         | 5         | 20   |
| 3                                                     | 5     | Johann Zarco          | Prima Pramac Racing          | Ducati  | 23  | +1.977         | 9         | 16   |
| 4                                                     | 10    | Luca Marini           | Mooney VR46 Racing Team      | Ducati  | 23  | +4.625         | 3         | 13   |
| 5                                                     | 33    | Brad Binder           | Red Bull KTM Factory Racing  | KTM     | 23  | +8.925         | 10        | 11   |
| 6                                                     | 41    | Aleix Espargaró       | Aprilia Racing               | Aprilia | 23  | +10.908        | 8         | 10   |
| 7                                                     | 43    | Jack Miller           | Red Bull KTM Factory Racing  | KTM     | 23  | +10.999        | 4         | 9    |
| 8                                                     | 72    | Marco Bezzecchi       | Mooney VR46 Racing Team      | Ducati  | 23  | +12.654        | 7         | 8    |
| 9                                                     | 23    | Enea Bastianini       | Ducati Lenovo Team           | Ducati  | 23  | +17.102        | 11        | 7    |
| 10                                                    | 21    | Franco Morbidelli     | Monster Energy Yamaha MotoGP | Yamaha  | 23  | +17.610        | 13        | 6    |
| 11                                                    | 20    | Fabio Quartararo      | Monster Energy Yamaha MotoGP | Yamaha  | 23  | +17.861        | 14        | 5    |
| 12                                                    | 12    | Maverick Viñales      | Aprilia Racing               | Aprilia | 23  | +19.110        | 12        | 4    |
| 13                                                    | 30    | Takaaki Nakagami      | LCR Honda Idemitsu           | Honda   | 23  | +21.947        | 15        | 3    |
| 14                                                    | 49    | Fabio Di Giannantonio | Gresini Racing MotoGP        | Ducati  | 23  | +25.906        | 18        | 2    |
| 15                                                    | 37    | Augusto Fernández     | GasGas Factory Racing Tech3  | KTM     | 23  | +26.500        | 20        | 1    |
| 16                                                    | 51    | Michele Pirro         | Aruba.it Racing              | Ducati  | 23  | +30.150        | 16        |      |
| 17                                                    | 25    | Raúl Fernández        | CryptoData RNF MotoGP Team   | Aprilia | 23  | +38.001        | 19        |      |
| 18                                                    | 32    | Lorenzo Savadori      | Aprilia Racing               | Aprilia | 23  | +38.662        | 21        |      |
| 19                                                    | 94    | Jonas Folger          | GasGas Factory Racing Tech3  | KTM     | 27  | +1:18.912      | 22        |      |
| Ret                                                   | 73    | Álex Márquez          | Gresini Racing MotoGP        | Ducati  | 14  | Ngã xe         | 6         |      |
| Ret                                                   | 88    | Miguel Oliveira       | CryptoData RNF MotoGP Team   | Aprilia | 10  | Ngã xe         | 17        |      |
| Ret                                                   | 93    | Marc Márquez          | Repsol Honda Team            | Honda   | 5   | Ngã xe         | 2         |      |
| DNS                                                   | 42    | Álex Rins             | LCR Honda Castrol            | Honda   |     | Không tham gia |           |      |
| DNS                                                   | 36    | Joan Mir              | Repsol Honda Team            | Honda   |     | Không tham gia |           |      |
| Fastest lap: Álex Márquez (Ducati) – 1:46.807 (lap 5) |       |                       |                              |         |     |                |           |      |
| Kết quả chính thức                                    |       |                       |                              |         |     |                |           |      |

- Álex Rins bị chấn thương ở cuộc đua Sprint race nên không tham gia cuộc đua chính

## Bảng xếp hạng sau chặng đua
|   | Stt | Tay đua           | Điểm |
| - | --- | ----------------- | ---- |
|   | 1   | Francesco Bagnaia | 131  |
|   | 2   | Marco Bezzecchi   | 110  |
| 1 | 3   | Jorge Martín      | 107  |
| 1 | 4   | Brad Binder       | 92   |
|   | 5   | Johann Zarco      | 88   |

|  | Stt | Xưởng đua | Điểm |
|  | --- | --------- | ---- |
|  | 1   | Ducati    | 211  |
|  | 2   | KTM       | 118  |
|  | 3   | Aprilia   | 92   |
|  | 4   | Honda     | 79   |
|  | 5   | Yamaha    | 64   |

|   | Stt | Đội đua                     | Điểm |
| - | --- | --------------------------- | ---- |
| 1 | 1   | Prima Pramac Racing         | 195  |
| 1 | 2   | Mooney VR46 Racing Team     | 182  |
|   | 3   | Red Bull KTM Factory Racing | 154  |
|   | 4   | Ducati Lenovo Team          | 149  |
|   | 5   | Aprilia Racing              | 107  |